# Lago Península
Lago Península är en sjö i Argentina.   Den ligger i provinsen Santa Cruz, i den södra delen av landet, 1 900 km sydväst om huvudstaden Buenos Aires. Lago Península ligger 842 meter över havet. Arean är 1,1 kvadratkilometer. Den sträcker sig 1,9 kilometer i nord-sydlig riktning, och 2,8 kilometer i öst-västlig riktning.
Trakten runt Lago Península består i huvudsak av gräsmarker. Trakten runt Lago Península är nära nog obefolkad, med mindre än två invånare per kvadratkilometer.